# Чжан Цзосян
Чжан Цзося́н (кит. упр. 张作相, пиньинь Zhāng Zuōxiāng; 1881 — 7 мая 1949) — один из военачальников Фэнтяньской клики.

## Биография
Чжан Цзосян родился в 1881 году в Ичжоуской области Цзиньчжоуской управы провинции Фэнтянь. Будучи земляком Чжан Цзолиня стал его побратимом. С осени 1920 года командовал контингентом войск Фэнтяньской клики, находящимся во внутренних регионах Китая (внутри Великой стены). Во время первой Чжили-Фэнтяньской войны командовал восточной группировкой фэнтяньских войск. С 1924 года стал военным и гражданским губернатором провинции Гирин. Участвовал во второй Чжили-Фэнтяньской войне. С 1927 года командовал войсками охраны железных дорог китайского Северо-Востока.
После гибели Чжан Цзолиня в результате Хуангутуньского инцидента Чжан Цзосян примкнул к его сыну Чжан Сюэляну, и стал заместителем командующего пограничных войск Северо-Востока и губернатором провинции Гирин. В 1931 году началось Японское вторжение в Маньчжурию и Чжан Цзосян вынужден был отступить с остатками войск в Цзиньчжоу. После их поражения, в 1933 году Чжан Цзосян стал членом Пекинского отделения Национального военного совета. Командир 6-й или 2-й группы армии Китая во время Вторжения в Жэхэ. После поражения, Чжан подал в отставку, но в 1936 году он снова назначен членом Национального совета и Политического совета в Северо-восточных провинциях. В том же году случился Сианьский инцидент, после которого Чжан Цзосян был отстранён от должности из-за своих связей С Чжан Сюэляном.
В 1947 году, во время Гражданской войны в Китае, Чжан Цзосян был отозван, и через некоторое время, он снова стал членом Совета по вопросам к Северо-восточного полевого штаба, а в следующем году уже заместитель начальника.
В 1948 году, Чжан Цзосян был пойман Народно-освободительной армией, и 7 мая 1949 года он скончался в Тяньцзине.